# Новобалтачево (Чекмагушівський район)
Новобалта́чево (рос. Новобалтачево, башк. Яңы Балтас) — село у складі Чекмагушівського району Башкортостану, Росія. Адміністративний центр Новобалтачевської сільської ради.
Населення — 820 осіб (2010; 749 у 2002).
Національний склад:
- татари — 65 %
- башкири — 27 %